# 伊纳西奥兰迪亚
伊纳西奥兰迪亚是巴西戈亚斯州的一个市镇。总面积688.398平方公里，总人口5447人，人口密度7.9人/平方公里。